# Sándor Torghelle
Sándor Torghelle [ˈʃaːndor ˈtorkˌhɛlːɛ] (* 5. Mai 1982 in Budapest) ist ein ehemaliger ungarischer Fußballspieler.

## Karriere

### Verein

#### Anfänge
Torghelle stieg 1999 in die Profimannschaft von Honvéd Budapest auf. 2003 wechselte er nach vier Jahren und 73 Spielen zum Stadtrivalen MTK Budapest. Torghelle kam für diese auf 22 Einsätze und sieben Tore.

#### Einjähriges Intermezzo in der Premier League
Sandor Torghelle wechselte zur Saison 2004/05 ins Ausland. Sein neuer Klub wurde Crystal Palace, das zuvor in die Premier League aufstieg. Sein Debüt für seinen neuen Klub gab er am 14. August 2004, nachdem er am ersten Spieltag der Premier-League-Spielzeit 2004/05 in der Anfangself stand. Torghelle konnte sich in der Folgezeit nicht wirklich etablieren. So stand er oftmals nicht im Kader. Für seinen Klub lief die Saison auch nicht rund. So stand zum Ende der direkte Wiederabstieg. Sandor Torghelle konnte zum Ende der Saison lediglich 12 Einsätze verbuchen.

#### Zwei Jahre in Griechenland
Torghelle verließ den Klub und wechselte 2005 zu Panathinaikos Athen. Nachdem er am 28. August 2005, für das Spiel am ersten Spieltag gegen den Erzrivalen Olympiakos Piräus nicht im Kader stand, debütierte er erst am 11. September 2005, als er am 2. Spieltag gegen Ionikos Nikea in der 68. Minute für Emmanuel Olisadebe eingewechselt wurde. Für die Athener spielte er auch in der Champions League. So kam er in fünf Gruppenspielen zum Einsatz. Torghelle hatte auch Anteil am 2:1-Sieg im zweiten Gruppenspiel gegen Werder Bremen, als er beide Tore der Athener vorbereitete. Dennoch verlief seine Zeit bei Panathinaikos insgesamt enttäuschend. So kam er in der Liga lediglich 11 Mal zum Einsatz. Nach einem Jahr in Griechenlands Hauptstadt suchte Torghelle erneut das Weite und unterschrieb bei PAOK Saloniki. Dort wurde er in 23 Spielen eingesetzt (ein Tor).

#### Vier Jahre zweite Liga in Deutschland
In Deutschland stand Torghelle zunächst bei FC Carl Zeiss Jena, das damals in der 2. Bundesliga spielte, unter Vertrag. Nach dem Abstieg Jenas in die 3. Liga wechselte er – zusammen mit den Jenaern Tobias Werner und Torwart Wassili Chomutowski – zum FC Augsburg, wo er einen Vertrag bis 2010 unterzeichnete. 2010 verpassten Torghelle und Augsburg knapp den Aufstieg in die Bundesliga. Nachdem der FCA im regulären Punktspielbetrieb den dritten Platz belegte, scheiterte man in der Relegation am 1. FC Nürnberg.
Zur Folgesaison unterschrieb er einen Zweijahresvertrag bei Fortuna Düsseldorf.
Bei Fortuna blieben Torghelles Leistungen hinter den Erwartungen zurück. Nachdem er an den ersten Spieltagen viele Torchancen nicht nutzte und sich grobe Fehler erlaubte, saß er bis auf weiteres auf der Bank. Er konnte sich jedoch nicht mehr gegen überzeugendere Stürmer wie Thomas Bröker und den beiden Spätverpflichtungen Sascha Rösler und Ken Ilsø durchsetzen. Sein einziges Tor erzielte er im Spiel gegen Rot-Weiß Oberhausen (3:0). Nach dem Ende der Saison 2010/11 sagte Trainer Norbert Meier, dass er nicht mehr mit Torghelle plane und ihm empfehle, sich einen neuen Verein zu suchen. Am 17. August 2011 einigten sich die Fortuna und Torghelle einvernehmlich zu einer Vertragsauflösung.

#### Rückkehr nach Ungarn
Zur Saison 2011/12 wechselte Torghelle zu seinem Heimatklub Honvéd Budapest. Zwischen Januar 2012 und Juni 2014 spielte er für Videoton FC, wechselte danach zurück zu MTK Budapest.

### Nationalmannschaft
Torghelle lief in 42 Einsätzen für die ungarische Fußballnationalmannschaft auf und erzielte dabei 11 Tore. Bekannt wurde er durch seine beiden Tore im Aufeinandertreffen von Ungarn gegen die deutsche Fußballnationalmannschaft am 6. Juni 2004, welches Ungarn mit 2:0 gewann.